# برسنیتسا (چاچاک)
برسنیتسا (به صربی: Bresnica) یک منطقهٔ مسکونی در صربستان است که در چاچاک واقع شده‌است. برسنیتسا ۲۹٫۲۲ کیلومتر مربع مساحت و ۱٬۲۹۵ نفر جمعیت دارد و ۲۶۵ متر بالاتر از سطح دریا واقع شده‌است.